# 長尾為景
長尾 為景（ながお ためかげ）は、越後国の戦国大名。越後長尾氏7代当主。越後守護代・越中国新河郡分郡守護代。上杉謙信の実父。米沢藩初代藩主・上杉景勝は外孫に当たる。

## 経歴
越後守護代であった長尾能景の子として生まれる。生母は信濃高梨氏。永正3年（1506年）、般若野の戦いで父が戦死すると、中越地方の五十嵐氏・石田氏が反乱を起こすが、越後長尾氏の家督を継いだ為景によってまもなく平定された。
翌永正4年（1507年）春頃「為景謀反の気あり」と守護・上杉房能が為景討伐の準備をしていたため、8月にその機先を制して房能の居館を襲撃する。逃亡中に房能が自刃すると、その養子・上杉定実を傀儡として守護に擁立した。この新守護擁立に反対する阿賀北地方の本庄時長・色部昌長・竹俣清綱は9月に為景に対して一斉に蜂起する。この挙兵の知らせを蒲原郡代の山吉氏を通じて中条藤資から受けた為景は、蘆名氏・伊達氏に協力を要請した。10月、為景方は本庄氏の拠点、本庄城を攻略することに成功する。永正5年（1508年）5月には色部氏の平林城が落城し、6月、岩谷城に籠城していた竹俣氏も降伏する。残った反為景勢は会津に逃亡し、のちに蘆名氏や中条藤資の世話により為景と和睦した。8月に為景は銭貨80貫文を室町幕府に献上し、11月6日、幕府から上杉定実の越後守護就任が正式に認められ、為景も定実を助け補うことを命じられた。
しかし永正6年（1509年）7月28日、房能の実兄である関東管領・上杉顕定とその子・憲房が為景に対して報復の大軍を起こし越後に侵入する。関東管領の軍勢は越後上田荘を拠点として、越後府中を落とし中越・上越地方を抑えた。為景は劣勢となって定実と共に越中国に逃亡した。為景は越中から伊達尚宗に援軍を要請、ほかに越後や陸奥、信濃、能登、飛騨の諸将さらに幕府とも情報を交換し越後奪還の機会をうかがった。邑山寺において捲土重来を期して翌永正7年（1510年）には佐渡の軍勢を加え反攻に転じ、4月20日に海上から越後蒲原津に進出した。5月20日には為景方の村山直義が今井・黒岩で関東管領の軍勢に勝利し、また信濃から援軍として高梨政盛が駆けつける。6月12日、顕定方だった上条氏が為景側に転向し、6月20日に為景は越後府中を取り戻した。ついに長森原の戦いで退却する上杉軍に猛攻をかけ顕定を敗死させた。
永正9年（1512年）5月、揚北衆の鮎川氏が反逆するが、山吉・築地ら武将を使わして鎮圧した。大永元年（1521年）2月、長尾為景は無碍光衆禁止令（むげこうしゅうきんしれい）、つまり一向宗を信仰することを禁止した。
下克上の代表格であるが、朝廷や室町幕府といった権威を尊重し、しばしば即位費用等の献金を行った。これにより叙爵し信濃守となったほか、幕府より守護や御供衆の格式である白傘袋・毛氈鞍覆・塗輿を免許される。同じ事は、朝倉氏や浦上氏といった他の守護代出身の戦国大名も行っており、京都の将軍と直結して家格を上昇させ、越後守護上杉氏とは異なる「長尾」という新たな家を作り上げることで、守護の権威からの自立を図ったものと言える。。
その後は越中や加賀国に転戦して、新庄城の戦いで神保慶宗・椎名慶胤らを滅ぼし、越中の新河郡守護代を任されるなど勢力を拡大したが、晩年は定実の実弟・上条定憲など越後国内の国人領主の反乱に苦しめられ、天文5年（1536年）には隠居に追い込まれた。ただし、この年には朝廷より内乱平定を賞する綸旨を受け、更に三分一原の戦いで勝利するなど優勢下での隠居のため、内乱鎮圧に専念するための隠居であった可能性や為景と晴景の間で内外の政策が大きく転換している部分もあるため、反為景派と結んだ晴景が家督を奪った可能性も指摘されている。更に為景の隠居時期を天文9年（1540年）とする説もある。この時期に関する史料が少なく、上条定憲の反乱の行方や上杉定実の後継者問題（後述）、為景の隠居の事情について事実関係を確定できていないのが実情と言える。
以前は、隠居して間もない天文5年12月24日（1537年2月4日）に死去したとされていたが、近年はそれ以後の文書でも為景の生存が確認されていたことが見直されている。「上杉家御年譜」と「越後過去名簿」の資料の軽重を考慮すれば、「越後過去名簿」に従って、「没年は天文10年12月24日である。」とするべきであろう。晩年について『上杉氏年表』や『定本上杉謙信』では晴景に家督を譲った後も実権を握り続けたと説明している。
また、上杉定実の養子に縁戚である伊達稙宗の息子・時宗丸（後の伊達実元）を迎えようとしたのは為景と中条藤資であったとする説もある。しかし、越後国内では反対が強かった上、長尾家の越後支配の安定のために定実没後も傀儡の守護として時宗丸を立てようとした為景と時宗丸を梃子に越後を伊達氏の勢力圏に加えようとした稙宗の思惑が一致せず、天文9年（1540年）の稙宗による越後国内の反対派への直接的な軍事介入を機に為景が交渉打ち切りを決めたために縁組構想は一旦破綻し、為景没後に構想が再開されたものの伊達家中内にも反対が広がって伊達家を二分する洞の乱に発展したとされる。
没地については不明であるが、富山県砺波市には、一向一揆に敗れた長尾為景のものとされる長尾塚が残されている。また上越市林泉寺にも墓所がある。

## 子女
- 生母：正室・上杉弾正少弼の娘[6]
  - 長男：長尾晴景
  - 長女：仙洞院（長尾政景正室で上杉景勝生母、名は綾と伝わる）
  - 女子（法名：光室妙智、上条氏室）
  - 女子（道八姫、法名：松厳明貞、小黒氏室[22]）
  - 長尾内記？（法名：実岑一貞）
- 生母：側室・古志長尾家の娘（上田顕吉の娘とする説もある）
  - 四男：上杉謙信（長尾景虎）
- 生母未詳
  - 女子（道五姫、法名：玉嶺妙金）
  - 女子（加地春綱正室）[23]
  - 次男：長尾景康
  - 三男：長尾景房

加地春綱室・長尾景康・長尾景房に関しては実在を証明できる同時代史料が存在しないため実在性が疑問視される一方、三条西実隆の日記（『実隆公記』）大永7年6月10日条に長尾家の男子出生の記述があるため、実在する為景の男子は晴景・内記某・大永7年誕生の男子（早世か）・景虎の4名と推測されている。